# Sanso
Sanso est une localité et une commune rurale du Mali, chef-lieu d'arrondissement dans le cercle de Koumantou et la région de Bougouni.

## Villages
La commune s'étend sur 15 localités relevées lors du recensement général de 2009. 
Les villages les plus peuplés sont :
- Sanso (7 258 habitants)
- Finkoua (2 906 habitants)
- Falani (1 894 habitants)

## Économie
- Mine de Morila, mine d'or.